# ريتشارد نيومان
ريتشارد نيومان (بالإنجليزية: Richard Newman)‏ (و. 1949 – م) هو ممثل صوت، وممثل، وممثل تلفزيوني، من الولايات المتحدة الأمريكية، ولد في شيكاغو.

## وصلات خارجية
- ريتشارد نيومان على موقع IMDb (الإنجليزية)
- ريتشارد نيومان على موقع قاعدة بيانات الفيلم (الإنجليزية)
- ريتشارد نيومان على موقع ANN person (الإنجليزية)